# Creightonella
Creightonella (лат.) — подрод пчёл в составе рода Megachile (или отдельный род) из семейства Megachilidae. Известно около 60 видов. Палеарктика, Афротропика, Юго-Восточная Азия.

## Описание
Пчёлы с чёрным внутренним покровом и чёрным, золотисто-жёлтым или белым опушением, которое иногда образует апикальные волосяные полосы на терге. Длина их тела варьируется от 11 до 23 мм.
Подрод Creightonella в составе Megachile во многих отношениях является промежуточным между пчелами-листорезами и грязевыми пчёлами. Самок можно диагностировать по форме и строению мандибул: поверхность мандибул отчётливая, с многочисленными, удлинёнными точками, но сравнительно небольшим количеством длинных гребней, и покрыта многочисленными волосками. Апикальный край имеет 5 или 6 зубцов, причём зубец 1 широкий и крупнее остальных, а зубцы 2—5 (-6) становятся все мельче. Имеется заметный, частичный режущий край во втором промежутке и маленький, малозаметный режущий край в третьем и иногда четвёртом. Несмотря на то, что Creightonella является листорезом, у него нет типичной сужающейся метасомы большинства других представителей подродовой группы 1, а задний базитарзус стройный. Задний коготь имеет только один удлинённый отросток — уникальное состояние для палеарктических Megachile. Самцы Creightonella имеют сильный передний тазиковый зубец и округлый выступ вдоль нижнего края жвал. Передние лапки не изменены, хотя у Megachile albisecta (Klug, 1817) они желтовато-коричневые, а второй сегмент лапки имеет тёмное пятно на вентральной стороне. Преапикальный киль шестого тергита T6 в основном зубчатый (слабо у M. arabica Friese, 1901), а латерально киль простирается под прямым углом к основанию тергита. T7 в основном треугольный в дорсальном виде, с сильным продольным килем, за исключением M. doriae, где T7 усечённый, но с шипом на базальной части диска. Апикальный край пятого стернита S5 обнажён в покое, а апикальный край S6 выпуклый и упирается в апикальный край T7 в покое.

## Биология
Мегахилы подрода Creightonella гнездятся в уже существующих полостях в почве и полых стеблях растений, а также в норках, которые они выкапывают в почве (Michener 2007). Ячейки для выводка состоят из листьев, смолы и перемолотых листьев. Гнёзда строятся из перемолотой мякоти листьев и гальки. Гнездования биология Megachile albisecta была впервые подробно описана в начале XX века (Ferton 1901). Этот вид гнездится в норках в земле; роют ли самки собственные норы или используют существующие полости, как предположил Фертон, неясно, хотя в кратком описании гнёзда Гвидо Гранди (1961) упоминается гнездо, «вырытое в очень твёрдой почве». Ориентальный вид M. frontalis (Fabricius, 1804) последовательно роет собственные норы в твёрдой, тяжёлой почве. Сообщения о гнёздах в мёртвой древесине и в стеблях, скорее всего, являются ошибками идентификации. В отличие от круглых листовых дисков, вырезанных M. frontalis, фрагменты листьев, используемые M. albisecta, неправильной формы; у M. frontalis фрагменты листьев, используемые для внешнего слоя ячеек, также неправильной формы. У M. albisecta фрагменты склеены между собой перемолотым листовым материалом, и вся ячейка покоится на твёрдой пробке из перемолотой листовой мякоти, смешанной с галькой. Гнездовая пробка состоит из круглых фрагментов листьев и гальки, скреплённых между собой перемолотой листовой мякотью. Гнёзда M. albisecta не содержат смолы. Смола не была найдена в гнёздах M. frontalis, но была обнаружена в гнезде африканского M. cornigera. M. arabica была замечена за обрезанием листовых дисков. M. albisecta (и, возможно, все виды группы albisecta) олиголектичен на растениях семейства Астровые, предпочитая Carduoideae. В целом подрод Creightonella полилектичны на цветках Акантовые, Зонтичные, Астровые, Тыквенные, Бобовые, Яснотковые, Орхидные, Мотыльковые и Мареновые.

## Классификация
Известно около 60 видов. Таксон был впервые описан в 1908 году американским энтомологом Теодором Коккерелем в качестве подрода Megachile, а в 1962 году Чарлз Миченер повысил его в статусе до отдельного рода. В настоящее время рассматривается или как подрод в составе рода Мегахилы, или иногда как отдельный род.
- Megachile aculeata Vachal, 1910
- Megachile adeloptera Schletterer, 1891
- Megachile (Creightonella) albifrons (Smith)[7]
- Megachile (Creightonella) albisecta (Klug, 1817)
- Megachile altera  Vachal, 1903
- Megachile alternans  Friese, 1922
- Megachile amabilis  Cockerell, 1933
- Megachile angulata  Smith, 1853[8]
- Megachile arabica Friese, 1901
- Megachile atrata Smith, 1853[8]
- Megachile aurantiaca Friese, 1905
- Megachile aurivillii  Friese, 1901
- Megachile (Creightonella) bellula (Bingham)[7]
- Megachile bicornuta  Friese, 1903
- Megachile braunsiana  Friese
- Megachile (Creightonella) cognata Smith, 1853
  - =Megachile mitimia Cockerell, 1908
- Megachile (Creightonella) cognatiforme (Pasteels, 1970)[9]
- Megachile (Creightonella) commixta (Pasteels, 1970)
- Megachile cornigera Friese, 1904
- Megachile discolor  Smith, 1853
- Megachile (Creightonella) doriae Magretti, 1890
- Megachile dorsata  Smith, 1853
- Megachile (Creightonella) eupyrrha  (Cockerell, 1937)
- Megachile felix (Pasteels, 1979)
- Megachile (Creightonella) fraterna (Smith)[7]
- Megachile frontalis (Fabricius, 1804)
- Megachile funebris  Radoszkowski, 1874
- Megachile gastracantha  Cockerell, 1931
- ?Megachile ghigii Gribodo, 1924 — Ливия
- Megachile globiceps  (Pasteels, 1970)[9]
- Megachile (Creightonella) heptadonta  (Cockerell, 1937)
- Megachile (Creightonella) hoplitis  (Vachal, 1903)
- Megachile ianthoptera Smith, 1853
- Megachile ikuthaensis Friese, 1903
- Megachile (Creightonella) mediana  Pasteels, 1965
- Megachile (Creightonella) mediorufa  (Cockerell, 1930)
- Megachile (Creightonella) mitchellii Gupta, 1990 — Индия[7]
- Megachile (Creightonella) mixta (Pasteels, 1970)[9]
- Megachile (Creightonella) mlanjensis  (Meade Waldo, 1913)
- Megachile morawitzi Radoszkowski, 1876
- Megachile (Creightonella) nigeriensis (Cockerell 1937)
- Megachile nigropectoralis Wu, 2005[10]
- Megachile (Creightonella) paracantha (Pasteels, 1965)
- Megachile (Creightonella) rubrigena (Pasteels, 1965)
- Megachile (Creightonella) ruda (Pasteels, 1965)
- Megachile rufa Friese, 1903
- Megachile rufoscopacaea Friese, 1903
- Megachile seewaldi Strand, 1911
- Megachile serrula Eardley, 2012[5]
- Megachile (Creightonella) sheppardi (Pasteels, 1965)
- Megachile sicheli Friese, 1903
- Megachile sternintegra (Pasteels, 1965)
- Megachile sudanica Magretti, 1898
- Megachile (Creightonella) takaoensis Cockerell, 1911
- Megachile trichroma (Friese 1922)
- Megachile (Creightonella) tricolor (Pasteels, 1970)
- Megachile (Creightonella) tritacantha (Pasteels, 1970)[9]
- другие виды